# Parque nacional de Lavushi Manda
El Parque nacional de Lavushi Manda se encuentra en la provincia de Muchinga, en el distrito de Lavushimanda, en Zambia, con un área de 1.500 km2 Es el undécimo más grande de los 20 parques nacionales de Zambia. El parque fue catalogado inicialmente como reserva de caza en 1941, y fue declarado Parque Nacional en 1972. Se encuentra junto al Parque nacional de Luangwa Sur, en el vecino distrito de Mpika. Es adyacente al Área de gestión de caza de Bangweulu al noroeste; el Área de gestión de caza de Kafinda se encuentra más al oeste. El pueblo de Chiundaponde (tribu bisa) está en el noroeste, al norte se encuentra Luchembe, el noroeste Chikwanda, el este Mpumba (tribu bisa) y al sur se encuentra el pueblo de Muchinka.
El parque cubre una pequeña cadena de montañas y colinas, y está cubierto principalmente por bosques de miombo, con varios ríos y arroyos, y algunas áreas de pastizales, tanto en tierras más secas como en forma de dambos estacionalmente húmedos. Hay pocos mamíferos grandes, debido a la caza furtiva en el siglo anterior, pero la pesca y el senderismo son posibles. Ciertas especies de antílopes se retiran hacia las tierras altas del parque desde los pantanos de Bangweulu hacia el noroeste durante la temporada de lluvias .

## Geología e hidrología
Lavushi Manda se encuentra en el área de la meseta del distrito de Lavushimanda, entre el escarpe de Muchinga y las llanuras aluviales de Bangweulu. El paisaje está dominado en la mitad sur del parque por las montañas Lavushi, de 40 a 47 km de longitud, que se elevan hasta los 1.811 metros de altitud, formando uno de los puntos más altos de Zambia. Las rocas son principalmente cuarcitas, que son antiguas areniscas metamorfoseadas.
Fuera de esta cordillera, el parque está dominado por un terreno ondulado o más bien llano, cubierto por vastas extensiones de bosques de miombo intercalados con grandes pastizales húmedos estacionales y valles (dambos) que desembocan en numerosos arroyos estacionales y perennes. El bosque ribereño de hoja perenne bordea gran parte de las orillas de los arroyos perennes.
Los ríos perennes que drenan el parque son, de suroeste a noreste, Lulimala, Lukulu, Lumbatwa y Mufubushi. Todos estos arroyos forman parte de los límites y, con la excepción del Lukulu, tienen sus fuentes en las orillas del parque. Todos estos arroyos desembocan en el lago Bangweulu. En la entrada y salida del parque hay dos cascadas, Kapanda Lupili y Mumba Tuta, en el río Lukulu; Las cascadas de Kanyanga también se encuentran en este río. El Lukulu es normalmente un río pequeño, pero en diciembre comienzan fuertes lluvias que colorean y elevan el nivel del agua, y aumentan los caudales.
Hay numerosos salares rocosos y planicies en todo el parque que forman lagos estacionales. Aunque no hay lagos verdaderamente permanentes en el parque, la llanura de Chibembe y el lago Mikonko mantienen una superficie sustancial de agua estancada hasta bien entrada la estación seca.

## Hábitats

Bosque de miombo en África, cubriendo una buena parte del norte de Zambia.

Los hábitats dentro del parque son las montañas Lavushi, grandes pastizales de dambo, bosques, arroyos y ríos.
El bosque caducifolio abierto cubre aproximadamente el 80% del parque. El bosque de miombo es el tipo principal, especialmente en las colinas; se caracteriza por el predominio de árboles de los géneros Brachystegia, Isoberlinia, Julbernardia y Uapaca.
El bosque ribereño se presenta como una estrecha franja de hoja perenne que sigue a los arroyos perennes o como una franja caducifolia o semicaducifolia que bordea los arroyos estacionales.
Los pastizales del parque son pastizales de dambo húmedos estacionalmente. Los pastizales pantanosos son comunes, especialmente cerca de las montañas, donde el agua filtrada crea condiciones húmedas durante todo el año.[cita requerida]
En las zonas más altas del parque se ha recolectado Hibiscus meeusei. En la montaña Lavushi se recolectó Agarista salicifolia , y Justicia richardsiae se encontró creciendo en suelo duro de laterita. Una característica típica de los bosques ribereños en Lavushi Manda es la presencia frecuente de Raphia farinifera (palma de rafia), que está ausente en el cercano Parque nacional de Kasanka.

## Fauna

### Mamíferos
La caza furtiva prolongada ha llevado a un grave agotamiento de todas las poblaciones de mamíferos más grandes. El último rinoceronte negro salvaje en Zambia se observó en este parque a finales de los años ochenta. A veces se ven facóqueros y duikers comunes. Los primates incluyen monos verdes y babuinos amarillos, a veces clasificados como babuinos Kinda. En las praderas hay chacales rayados, antílopes sable y bushbuck. En la temporada de lluvias, antílopes como el ruano, el sable y el alcéfalo se desplazan hacia las tierras altas desde los pantanos de Bangweulu. Los leones pueden aparecer en el parque, pero nunca han sido vistos. Una encuesta con cámara trampa en 2017 encontró varias manadas de sable y varios jabalíes, duiker común, reedbuck, bushbuck, oso hormiguero, civeta africana y serval . Un leopardo fue captado por la cámara en Lavushi Manda en 2017. 
En 2017, 150 pucúes fueron trasladados del Parque Nacional Kasanka al Área de Gestión de Caza de Bangweulu por African Parks. Desde allí se trasladó un grupo rápidamente a la llanura de Chimbwe y al valle inferior del río Lukulu en Lavushi Manda. 
Saltarrocas, damán de Bruce y la liebre roja de Smith se encuentran entre las rocas. Hay hipopótamos en el río Lukulu.

### Aves

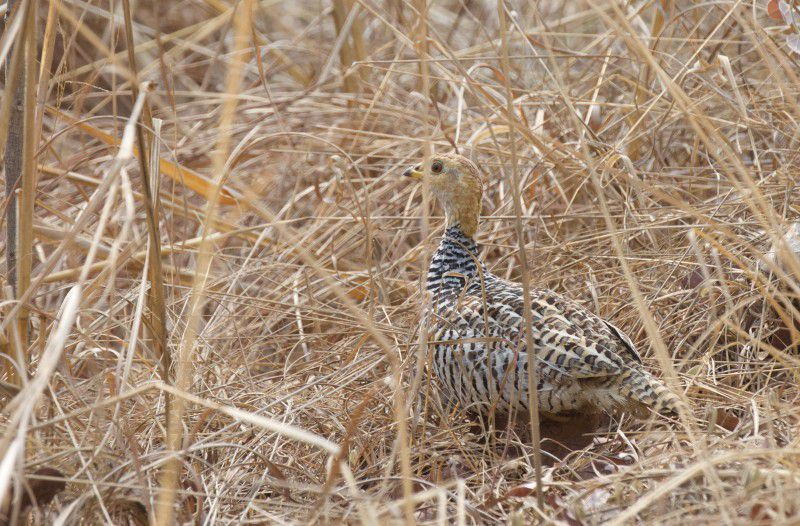
Campocolinus coqui (francolín coqui) - en el Parque nacional de Lavushi Manda

Kasanka Trust compiló una lista de verificación en 2011 de posibles especies de aves que el parque podría albergar. En 1998 , BirdWatch Zambia fue a observar aves en el parque para BirdLife International . En 1998 se registraron varias aves exclusivas del miombo, y BirdLife International utilizó la lista de estas aves para designar a Lavushi Manda como un " Área importante para las aves " a partir de 2001, para proteger especies comunes típicas de las vastas regiones de miombo del sur de África. La única ave que se pensaba que posiblemente se encontraba en el parque en ese momento y que se consideraba algo rara (en ese momento) era la agachadiza real migratoria, que podría llegar en el invierno. La designación incluía la cercana Reserva forestal de Luitikila y el Área de gestión de caza de Bangweulu, aunque el parque nacional parece ser la única localidad estudiada en 1998.
El ave sol africano, el eurilaimo africano, el turaco de Ross, el turaco de Schalow, el trogón de Narina y el alción cabeciblanco se encuentran en el parque cerca de los ríos. El buitre palmero es un avistamiento común en los densos bosques ribereños de galería mientras se navega en un kayak. El suimanga acerado fue recolectado en el parque en 1954, cuando todavía era una reserva de caza, al igual que el apalis acollarado El apalis, el papamoscas de Böhm, el gavilán negro y el búho pescador africano también se encuentran en los bosques de ribera.
El parque alberga un gran número de aves inmigrantes paleárticas y africanas. Los papamoscas de collar son un visitante invernal común en el miombo.

## Turismo
En el parque hay tres lugares de acampada, Mumba Tuta, Kapanda Lupilli y Peak. Hay dos sitios con tiendas permanentes en Mumba Tuta y Linda Camp. En 2018, la entrada al parque costaba 5 dólares y con acampada 15 dólares. Se puede ir de caminata sin guía. Hay dos horas hasta la cima de la montaña Lavushi. La pesca recreativa se puede realizar de abril/mayo a diciembre con permiso, pero sin anzuelos agresivos o cebo. Hay disponibles kayaks. El río está rodeado de vegetación y hay pocos sitios donde pararse a pescar. Los cocodrilos y los hipopótamos son peligrosos.